# Honoka Hayashi
Honoka Hayashi (林 穂之香 Hayashi Honoka?), född 19 maj 1998 i Kyoto prefektur, är en japansk fotbollsspelare som spelar för Everton.
Hayashi har spelat 35 matcher och gjort två mål för det japanska landslaget.

## Karriär
Hayashi började spela fotboll som femåring i Shinmei JSC Sports Boy Scouts. Som 15-åring flyttade hon till Osaka för spel i Cerezo Osaka. Under 2013 spelade Hayashi 23 tävlingsmatcher och gjorde fyra mål för klubben i den japanska andradivisionen. Mellan 2014 och 2017 spelade hon 97 matcher och gjorde 24 mål för Cerezo Osaka Sakai i andradivisionen och tredjedivisionen. 2017 tog Hayashi över som lagkapten i klubben, endast 19 år gammal och ledde klubben till kvalseger mot Chifure AS Elfen Saitama och uppflyttning till den japanska högstadivisionen.
Säsongen 2018 spelade Hayashi 26 tävlingsmatcher och gjorde ett mål för Cerezo Osaka då de blev nedflyttade från högstadivisionen. Säsongen 2019 spelade hon 29 tävlingsmatcher och gjorde åtta mål och hjälpte klubben att åter bli uppflyttade till högstadivisionen. Säsongen 2020 spelade hon samtliga 18 ligamatcher och gjorde sju mål.
I december 2020 värvades Hayashi av AIK på ett tvåårskontrakt.
Den 8 september 2022 värvades Hayashi av West Ham United, där hon skrev på ett tvåårskontrakt. Den 24 juli 2024 värvades Hayashi av Everton.